# Secret Internet Protocol Router Network

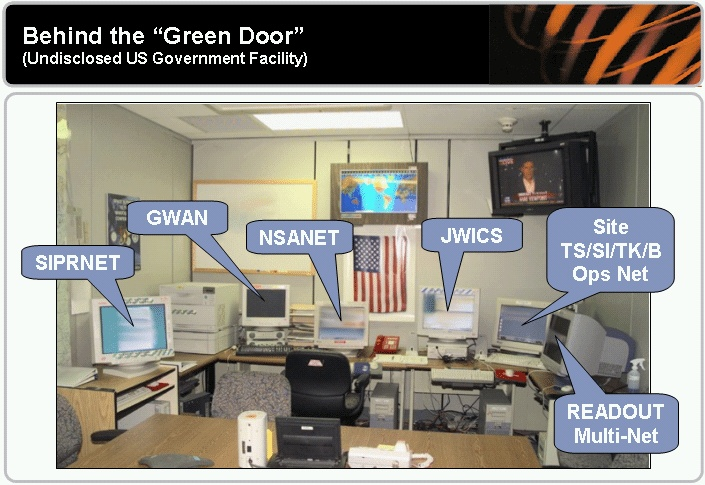
Blick in einen US secure communications center mit SIPRNet-Terminal

Das Secret Internet Protocol Router Network (SIPRNet, auch bekannt als Intelink-S) ist ein Verbund von Computernetzwerken des Außen- und Verteidigungsministeriums der USA. Dieses US-Regierungsnetz dient dem quasi internen Transport von Dateien/Dokumenten, insbesondere von ausländischen Stellen dieser Behörden, die nicht öffentlich verbreitet oder transportiert werden dürfen. Es betrifft die Verbreitungsbeschränkungen bis hin zur Stufe „secret/geheim“ der US-Bestimmungen. Über diese Geheimhaltungsstufe hinaus klassifizierte Informationen werden über das Joint Worldwide Intelligence Communications System (JWICS) verbreitet.
1991 wurde der Aufbau des Netzwerks vom Verteidigungsministerium der Vereinigten Staaten in Auftrag gegeben. 2010 kam es zu einer Veröffentlichung von Depeschen US-amerikanischer Botschaften durch WikiLeaks, die u. a. aus dem SIPRNet stammen sollen. In der Folge wurde der Zugriff durch das SIPRNet auf die Net-Centric Diplomacy Database, in der zahlreiche geheime Informationen vorgehalten werden, zunächst deaktiviert. Etwa 2,5 Millionen US-Beamte und Militärs haben Zugang zu diesem Netzwerk.